# Liverpool Arena
Liverpool Arena, poznata iz sponzorskih razloga kao i M&S Bank Arena, a prethodno Echo Arena, višenamjenska je zatvorena arena u središtu grada Liverpoola u Engleskoj. Mjesto održavanja glazbenih koncerata, komičnih nastupa i sportskih događaja, a dio je liverpoolskog kampusa događaja ACC Liverpool - međusobno povezanog arenskog, izložbenog i kongresnog centra. Mjesto opslužuje regionalno stanovništvo od 2,5 milijuna ljudi i preko 6,6 milijuna diljem sjeverozapada Engleske.

## Arhitektura i dizajn
Arenu su dizajnirali Wilkinson Eyre i Sport Concepts. M&S Bank Arena je fleksibilan prostor koji nudi niz standardnih i prilagođenih rasporeda. Arena ima 7513 stalnih sjedećih mjesta oko tri strane središnjeg kata pogodnog za održavanje sportskih događaja u zatvorenom prostoru. Kapacitet za koncerte na završnoj pozornici i u krugu je 10.600, uključujući sjedala na podu. Sa stajanjem na podu, ukupni kapacitet arene povećan je na 11.000. Postoji nekoliko korporativnih loža smještenih sa strane arene.
Unutar arene postoji šest svlačionica, pet timskih svlačionica i dva ureda za promotore. Vozila teška do 38 tona mogu dobiti pristup podrumu arene.[1] Kompleks ima BREEAM ocjenu "vrlo dobro".
U rujnu 2015., otvaranje sestrinskog izložbenog centra Liverpool rezultiralo je širom ponudom za koncerte i međunarodne sportske događaje. Ovo mjesto ima 'Space by M&S Bank Arena', fleksibilan prostor za zabavu kapaciteta do 7000 stajaćih mjesta.